# Савельев, Евгений Маркович
Евгений Маркович Савельев (1906 — 23 мая 1967) — русский советский театральный актёр и режиссёр, народный артист РСФСР.

## Биография
Евгений Маркович Савельев родился в 1906 году.
В 1925 году окончил Киевскую мастерскую сценического творчества. В 1936—1942 годах выступал в Энгельском государственном русском драматическом театре (в городе Энгельс), который делил помещение с немецким государственным театром, а позже и с филармонией. 
С 1942 года играл в Калининском драматическом театре. Был представителем реалистической школы, отличался широким творческим диапазоном — от яркой сатиры до глубокого психологизма и высокой трагедийности. Сыграл более двухсот ролей.
Умер 23 мая 1967 года в Киеве во время гастролей, похоронен там же.

## Награды и премии
- Медаль «За доблестный труд в Великой Отечественной войне 1941—1945 гг.».
- Заслуженный артист РСФСР (16.2.1956)[1].
- Народный артист РСФСР (27.6.1966)[2].

## Работы в театре

### Актёр
- 1951 — «Незабываемый 1919-й» В. Вишневского — Ленин
- 1956 — «Доктор» Б. Нушича — Живота
- 1961 — «Стакан воды» Э. Скриба — Болинброк
- 1963 — «Дом, где мы родились» П. Когоута — Доктор Плахи
- 1964 — «Между ливнями» А. Штейна — Ленин
- «Три сестры» А. Чехова — Чебутыкин
- «Воскресение» по Л. Толстому — председатель суда

### Режиссёр
- 1962 — «Камень на дороге» Медведенко
- 1963 — «Чужая голова» Эме
- 1964 — «Павлина» А. Сафронова